# Armin Meiwes
Armin Meiwes (Essen, 1 december 1961) is een Duitser die in 2002 bekend werd als de internet-sekskannibaal, de Hannibal van Hessen, de Kannibaal van Rotenburg, der Metzgermeister (meesterslager) en als Armin Menschenfresser (mensenvreter).
Hij werd ervan beschuldigd Bernd Jürgen Brandes op 9 maart 2001 te hebben gedood en opgegeten. Het unicum is het feit dat het slachtoffer er zelf om had gevraagd, en zelfs samen met Meiwes zijn eigen penis heeft geprobeerd te consumeren. Dit is een extreme vorm van erotisch kannibalisme, maar geen alleenstaand geval. Armin Meiwes was actief op de site Cannibal Café waar hij met diverse geestesgenoten contact had. Via deze en andere sites is rond kannibalisme een erotische subcultuur ontstaan die enigszins verwant is met vorarefilie. Veel mensen stonden zeer eenzaam in dit soort gevoelens; door internet kwamen ze erachter dat ze niet de enigen waren. Vrijwillige slachtoffers werden aangeduid als longpigs.  

## Jonge jaren
Armin Meiwes was in 1961 geboren als enig kind van Waltrud Meiwes. Op vijfjarige leeftijd verlieten zijn vader en halfbroers hem. Naar eigen zeggen ontwikkelde Meiwes kannibalistische verlangens nadat hij op 14-jarige leeftijd het boek Robinson Crusoe had gelezen. In de rechtszaal verklaarde hij dat hij verlangde naar een jongere broer, die deel van hem uit zou maken. Kannibalisme zou dit verlangen bevredigen. Ook sprookjes als Hans en Grietje zouden hem hebben geïnspireerd, en zijn kannibalisme zou zich tijdens zijn puberteit geleidelijk hebben ontwikkeld. Meiwes had zijn jeugd in Essen en West-Berlijn doorgebracht, maar zijn diensttijd bracht hem vanaf 1981 in het nabij Rotenburg gelegen Wüstefeld, waar hij met zijn moeder in een groot vakwerkhuis ging wonen. Na zijn diensttijd werkte hij als computertechnicus in Kassel. Toen zijn moeder in 1999 overleed werden de eenzaamheidsgevoelens nog erger, waarop Meiwes op de site Cannibal Café slachtoffers ging zoeken. Door iemand op te eten zou hij met deze persoon versmelten en niet meer eenzaam zijn.

## Slachting Brandes
Meiwes en Brandes hadden elkaar via het internet leren kennen. Meiwes zocht al jaren iemand om op te eten, terwijl Brandes graag opgegeten wilde worden. Meiwes had een advertentie geplaatst op Cannibal Café waarin hij zocht naar een ´goed gebouwde 18- tot 25-jarige om te slachten en op te eten.´ Hier waren al meerdere geïnteresseerden op af gekomen, maar zij haakten allemaal op het laatste moment af; bij de meeste mensen ging het meer om de fantasie. Meiwes dwong nooit iemand iets tegen zijn wil te doen.
Brandes bleek echter een gewillig slachtoffer, die aanvankelijk zelfs loog over zijn leeftijd om aantrekkelijker te zijn voor Meiwes. Wel had hij een wens: eerst wilde hij dat zijn moordenaar zijn penis amputeerde en daarna wilde hij zijn penis samen met zijn moordenaar opeten (eventueel daarna zijn ballen mocht hij daartoe nog in staat zijn), alvorens gedood te worden. Brandes woonde en werkte in Berlijn, en was leidinggevende bij Siemens. In Berlijn zou hij aan prostituees te kennen hebben gegeven dat hij opgegeten en verminkt wilde worden. Volgens Meiwes wilde hij 'compleet verdwijnen' en meende hij dat op deze manier zowel zijn lichaam als geest volledig zouden worden uitgewist. Hij verzocht Meiwes zijn botten tot pulver te vermalen en te vernietigen. Ook zou hij deel willen uitmaken van Meiwes en hem hebben verzocht na hem nieuwe slachtoffers uit te zoeken en op te eten, zodat ook Brandes hen indirect zou consumeren en zij indirect ook deel van hem zouden worden. Brandes had zijn eigen dood goed voorbereid door onder andere Meiwes voor en tijdens de ontmoeting gedetailleerde instructies te geven (o.a. over het amputeren en eten van zijn penis en het opnemen van de hele geschiedenis), en zijn bezittingen waaronder zijn auto te verkopen. Hij had voor de afspraak een dag vrij genomen van zijn werk en kocht keurig een kaartje, zodat zijn verdwijning zo min mogelijk zou opvallen.
Inmiddels richtte Meiwes een kamer van zijn huis speciaal in als slachtkamer. Er werd een slachtbank klaargezet, aan het plafond kwamen vleeshaken, en door middel van oude matrassen langs de muren hoopte Meiwes eventuele pijnkreten van Brandes te kunnen dempen.
Na een tijd met elkaar gecorrespondeerd te hebben maakten zij een afspraak. Per trein reisde hij naar Kassel, waar hij Meiwes op 9 maart 2001 ontmoette. Ze reden naar Meiwes' huis in het gehucht Wüstefeld dat deel uitmaakt van de gemeente Rotenburg a/d Fulda. Daar werd Brandes uiteindelijk op zijn eigen verzoek vermoord.
Brandes kleedde zich bij binnenkomst in Meiwes´ huis direct in de woonkamer uit zodat Meiwes zijn ´diner´ kon bewonderen (Meiwes schrok hier in eerste instantie van omdat de gordijnen open waren en de buren het dus zouden kunnen zien), waarop de twee naar de ´slachtkamer´ gingen om daar de slachting te bespreken en om seks te hebben. Tijdens de seks sloeg de stemming enigszins om omdat het toch niet echt was wat beiden ervan hadden verwacht. Brandes was volgens Meiwes niet erg onder de indruk en vond dat deze zich slecht had voorbereid. Brandes zou tegen Meiwes hebben gezegd dat als Meiwes in zijn team bij Siemens had gewerkt, hij hem zonder meer zou hebben ontslagen. Meiwes knapte er op zijn beurt enigszins op af dat Brandes wilde dat hij hem pijn deed (zijn fantasie draaide immers vooral om het opeten en het opvullen van de eenzaamheid en niet om pijn en bloed). Brandes liet zich terugbrengen naar het station van Kassel, kocht een ticket voor de terugreis (hij was vanzelfsprekend op een enkele reis naar Kassel gereisd), maar bedacht zich op het laatste moment. Op Brandes´ aanraden kocht Meiwes in de apotheek van het station van Kassel een fles hoestdrank en een flinke hoeveelheid slaaptabletten. Brandes consumeerde dit ter plekke en beiden keerden terug naar Meiwes´ huis. Tegen de tijd dat ze daar aankwamen begonnen de hoestdrank en slaappillen te werken waardoor Brandes slaperig werd en zijn ademhaling vertraagde, maar hij raakte niet buiten kennis.
Hier kleedde Brandes zich opnieuw uit in de ´slachtkamer´. Meiwes vroeg vervolgens, opgenomen op video, nogmaals expliciet om toestemming en kreeg deze van Brandes. Brandes had Meiwes verzocht zijn penis af te bijten hetgeen niet lukte, waarop Meiwes Brandes' penis met een mes amputeerde. Meiwes verbond de wond zodat Brandes bij bewustzijn bleef om de penis te kunnen opeten. Eerst probeerden zij samen de penis van Brandes op te eten, wat wegens de taaiheid van het vlees zo goed als onmogelijk was. Er werden nog pogingen gedaan het vlees beter eetbaar te maken door het in een braadpan te bereiden, maar dit gaf maar nauwelijks resultaat en leidde er uiteindelijk toe dat het vlees te verbrand was om nog te eten. Ze hebben uiteindelijk niet de gehele penis geconsumeerd; Meiwes hakte de penis ten slotte in stukken om hem aan zijn hond te voeren. Brandes was bovendien waarschijnlijk al te verzwakt door bloedverlies en het effect van de pillen en hoestdrank om nog te eten. Brandes werd door Meiwes in het bad geholpen.
Hij liet Brandes vervolgens op eigen verzoek doodbloeden in bad, waar hij regelmatig het bewustzijn verloor. Om de tijd te doden las Meiwes een Star Trek pocket, maar hij nam ieder kwartier poolshoogte. Ten slotte raakte Brandes definitief buiten bewustzijn en sneed Meiwes hem, zoals afgesproken, de keel door. Later zou Meiwes toegeven dat hij eerst lang gebeden had waarbij hij niet wist of hij tot God of tot de Duivel moest bidden, en uiteindelijk God om vergeving vroeg. Daarna sneed Meiwes het lichaam in stukken en bewaarde het vlees in de vriezer, afgedekt door pizzadozen. Gedurende de daaropvolgende maanden consumeerde Meiwes ongeveer twintig kilo vlees van Brandes. De hele geschiedenis legde Meiwes vast op een vier uur durende video. De video zelf is vanwege de gruwelijke inhoud nooit vrijgegeven door de Duitse overheid. Wel zijn er enkele foto's van de moord op internet te vinden. De video toonde dat Brandes expliciet toestemming voor het slachten en de amputatie van de penis gaf (dit laatste was vooral zijn verzoek; van Meiwes hoefte het niet zo), en zich verheugd toonde toen hij het bloed uit zijn open wond zag stromen.
Meiwes gaf later aan dat versmelting met Brandes zijn doel was, zodat hij niet meer eenzaam was. Het vlees deed volgens hem aan varkensvlees denken maar met een wat sterkere smaak, hoewel hij vermoedde dat de meeste mensen geen verschil zouden proeven.

## Veroordeling
De zaak kwam uiteindelijk aan het licht toen Meiwes opnieuw op internet begon te adverteren voor slachtoffers, en daarbij opschepte over wat hij had gedaan. Een Oostenrijkse student lichtte de politie in. In december 2002 werd Meiwes gearresteerd door de politie.
De vervolging kampte met het probleem dat er geen dekkende wettelijke strafbaarheidsstelling bestond voor een vrijwillige kannibalistische doding. Dat Brandes zelf om zijn dood had verzocht was voor Meiwes' advocaten de aanleiding om ´levensberoving op verzoek´ te pleiten. De rechter te Kassel veroordeelde hem op 30 januari 2004 na een lange rechtszaak tot 8,5 jaar gevangenisstraf wegens doodslag. De motivering was dat Meiwes wist of had moeten weten dat Brandes psychische problemen had en hem alcohol en medicijnen had toegediend. De rechter oordeelde dat Meiwes de feiten niet pleegde om Brandes te helpen, maar om zijn eigen seksuele verlangen om een lustmoord te plegen te bevredigen.
Het gerechtshof in Frankfurt heeft op 9 mei 2006 Meiwes in hoger beroep veroordeeld tot levenslang wegens moord en verstoring van de rust van de doden. Sindsdien zit hij gevangen in Kassel, waar hij therapie ondergaat. Ook is hij de politie behulpzaam geweest in het analyseren van twee kannibalistische moorden. Inmiddels heeft hij berouw getoond en afstand van zijn daden genomen. Meiwes is vegetariër geworden. Hij schat dat er ongeveer 800 mensen met serieuze kannibalistische neigingen in Duitsland zijn, en verklaarde te hopen dat ze geholpen werden zodat het niet zoals bij hem zou escaleren. 
In november 2017 heeft hij, na vijftien jaar gevangenisstraf, een beroep gedaan op vervroegde invrijheidstelling. Op 5 oktober 2018 maakte het gerechtshof van Frankfurt echter bekend dat hij zijn levenslange gevangenisstraf alsnog moet uitzitten, wegens een ongunstige prognose.
In 2020 mag Meiwes de gevangenis verlaten voor korte begeleide excursies. Om veiligheidsredenen draagt hij dan een pet en een zonnebril om zijn identiteit te verbergen en wordt hij naar een andere deelstaat vervoerd. Ook is er een nieuw beroep tot voorwaardelijke invrijheidstelling ingediend.
Meiwes' huis in Wüstefeld werd een kleine toeristische attractie. Tot ergernis van de buren kwamen er nog regelmatig geïnteresseerden kijken (soms vanuit heel Europa), met name nadat de coronapandemie alle andere mogelijkheden tot vertier uitsloot. Het huis zelf raakte in zeer slechte staat door gebrek aan onderhoud en er werd regelmatig ingebroken. In april 2023 is het ten slotte afgebrand, naar aangenomen door brandstichting. De daad wordt niet vermeld op het toeristische bord in Wüstefeld dat de geschiedenis van het gehucht toont; de bewoners hopen dat met het afbranden van het huis er nu een einde komt aan het ´griezeltoerisme´ en de negatieve publiciteit rond hun woonplaats. Wat er met het perceel zal gebeuren is niet duidelijk daar het nog steeds eigendom is van Meiwes.

## Trivia
In 2006 kwam de Duitse psychologische horrorfilm Rohtenburg uit, gebaseerd op dit misdrijf.
In 2007 kwam de roman 'Kannibal' van Erik Rémès uit. Rémès vertelt met gruwelijke precisie het hele verhaal, vanuit het standpunt van de slachter.
In 2013 probeerde in Dresden opnieuw een man op Cannibal Café een afspraak te maken om zich te laten vermoorden en opeten.
Het lied 'Eaten' van de Zweedse deathmetalband Bloodbath, het lied 'The Wüstenfeld Man Eater' van de Amerikaanse metalband Macabre, het lied Mein Teil van de Duitse metalband Rammstein (uit Reise, Reise), het lied 'Eat Me' van Ozzy Osbourne en het lied 'Armin Meiwes' van de band SKYND gaan over de moord op Brandes. Een gelijkaardige moord is een thema in het boek 'De maagd Marino' van Yves Petry (2010).  Het Nederlandse satirische programma Sluipschutters wijdde een item aan de zaak.

## Boeken
- Rémès, Erik (2007). Kannibal, Éditions Blanche.
- Hedo, Charlie (2015). Bereid Me, Smashwords Publishing. ISBN 9781311750808